# Collevecchio
Collevecchio là một đô thị ở tỉnh Rieti trong vùng Latium. có khoảng cách khoảng 50 km về phía bắc của Roma và cách Rieti 45 km..
Collevecchio giáp các đô thị: Civita Castellana (VT), Magliano Sabina, Montebuono, Ponzano Romano (RM), Stimigliano, Tarano